# Johann Rudolf Merian

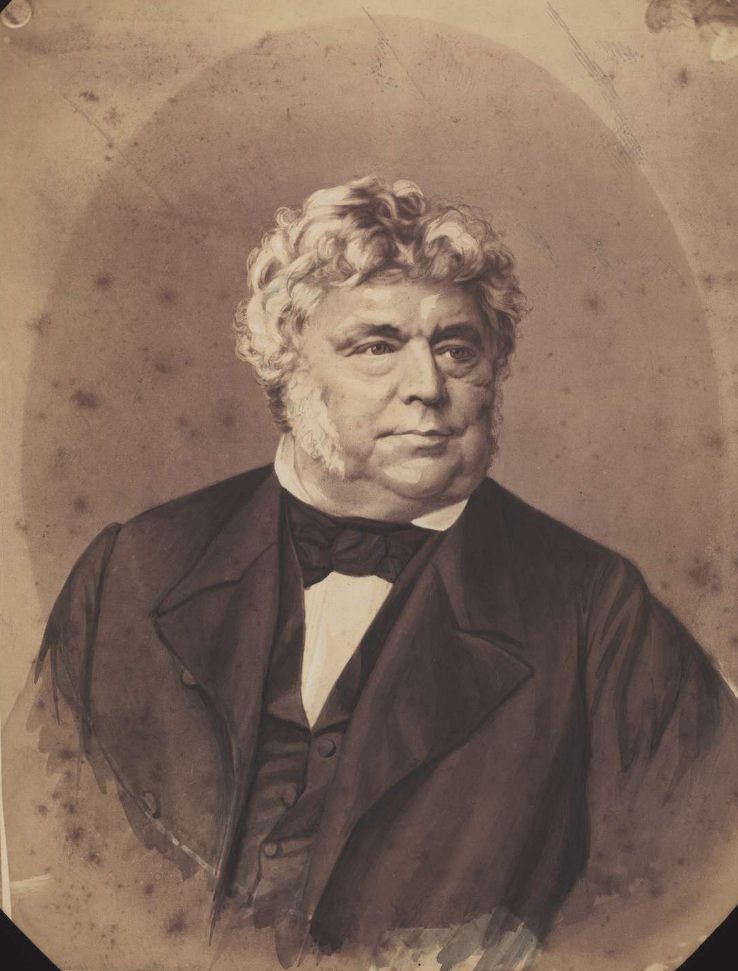
Johann Rudolf Merian-Bernoulli

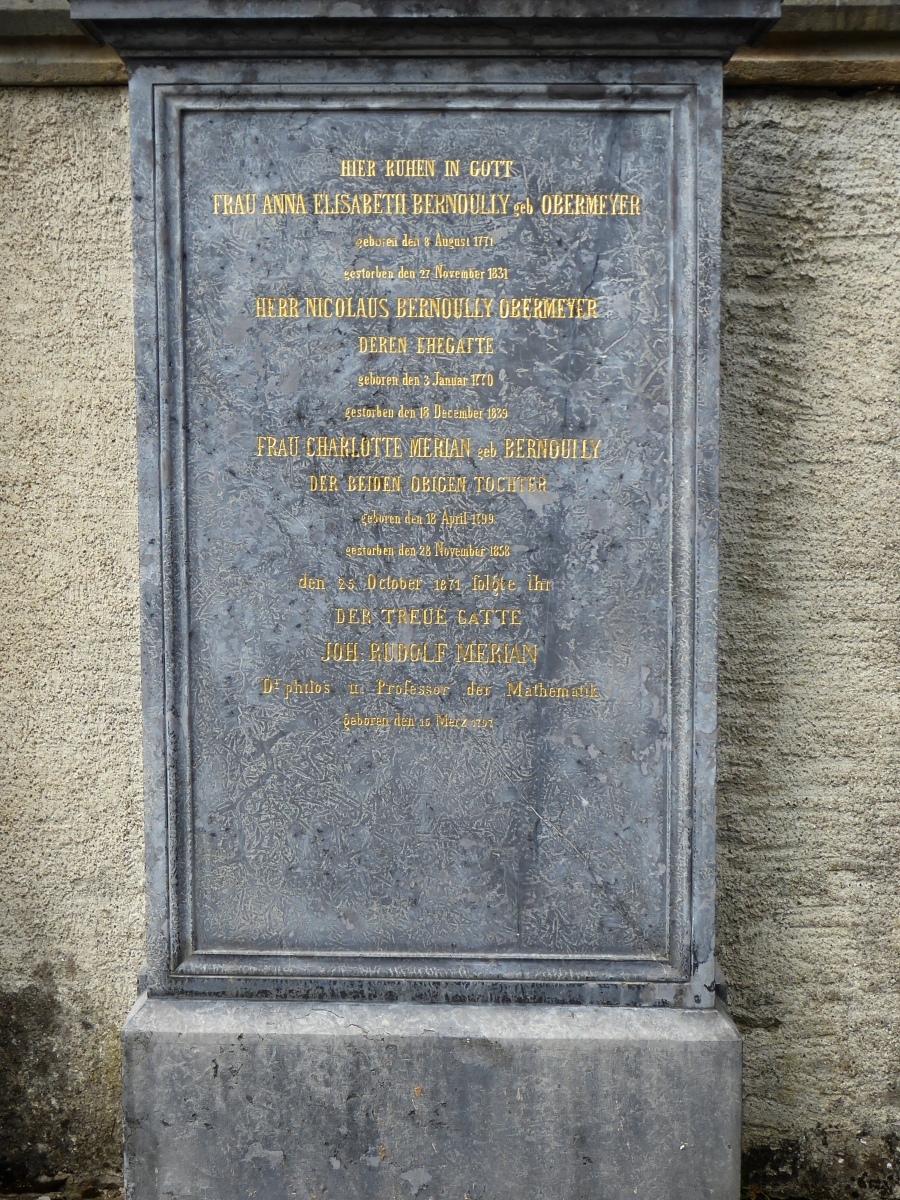
Familiengrab auf dem Friedhof Wolfgottesacker, Basel

Johann Rudolf Merian (* 15. März 1797 in Basel; † 25. Oktober 1871 ebenda) war ein Schweizer Mathematiker und Politiker.

## Biografie
Johann Rudolf Merian, Sohn eines Kaufmanns, absolvierte eine kaufmännische Ausbildung in Basel und Marseille. Anschliessend studierte er Mathematik in Paris und Göttingen, wo er 1827 promovierte. Von 1829 bis 1841 wirkte er als Mathematiklehrer am Basler Pädagogium, gleichzeitig als ausserordentlicher und ab 1830 als ordentlicher Professor der Mathematik an der Universität Basel. 1841 wurde er zum Honorarprofessor ernannt. Während 35 Jahren bekleidete er überdies das Amt eines Verwalters des Universitätsguts.
Neben seiner beruflichen Tätigkeit betätigte sich Merian auch politisch. 1820/21 gehörte er dem sogenannten Tugendbund an, einem politischen Club, der die konservative Basler Obrigkeit massvoll kritisierte. Von 1833 bis 1869 war er in seinem Wohn- und Heimatkanton Basel-Stadt Mitglied des Grossen Rats. Als Tagsatzungsgesandter versuchte er 1847/48 gemeinsam mit dem Basler Bürgermeister Felix Sarasin erfolglos, zwischen den katholisch-konservativen und den liberal-radikalen Kantonen zu vermitteln. Von 1853 bis 1856 vertrat er seinen Kanton im Ständerat.
Sein Bruder Peter Merian (1795–1883) war Naturwissenschaftler, Museumsdirektor und Politiker.

## Ehrungen
1876 wurde bei Ferdinand Schlöth für die Aula des Museums an der Augustinergasse eine Denkmalbüste von Johann Rudolf Merian in Auftrag gegeben.

## Werke
- Johann Rudolf Merian (1828), Ueber die Bewegung tropfbarer Flüssigkeiten in Gefässen, Schweighauser, Basel, OCLC 46229431 .(Enthält u. a. die Gleichung für die Periode von Seiches, heute bekannt als die Meriansche Gleichung.)
In angepasste Fassung erneut veröffentlicht als:
Karl von der Mühll (1886), "Ueber die Bewegung tropfbarer Flüssigkeiten in Gefässen. Nach Johann Rudolf Merian", Mathematische Annalen 27(4), S. 575–600.